# Моргенстьерне, Георг
Георг Моргенстьерне (норв. Georg Morgenstierne; 1892 Осло, Норвегия – 1978, Осло, Норвегия) — профессор лингвистики Университета Осло (UiO). Специалист по индоиранским языкам.
После изучения древнегреческого и латинского языков он увлёкся индологией. которую изучал в Бонне (1914) на кафедре Германа Якоби (Hermann Jacobi) и в Берлине (1915) на кафедре Генриха Людерса (Heinrich Lüders). Он также занимлся тибетологией под руководством Германа Бекха (Hermann Beckh), что позволило ему 
прочитать тибетские версии Лалитавистары (Lalitavistara) и Уданаварги (Udanavarga).

## Исследования
В 1923—1971 гг. Моргенстьерне вёл полевые исследования в Афганистане, Пакистане, Индии и Иране. В 1924 он предпринял первую из своих двух главных экспедиций. Он прибыл в Кабул по рекомендательному письму королю Афганистана от короля Норвегии. Наряду с изучением языков Моргенстьерне собрал замечательные материалы по культуре местных народов, например, снял фотографии и кинофильмы о местных до-исламских церемониальных танцах и сделал аудиозаписи практически исчезнувших языков. Эти материалы доступны в его базе данных в Национальной библиотеке Норвегии.

## Избранные труды
- Report on a Linguistic Mission to Afghanistan. Instituttet for Sammenlignende Kulturforskning, Serie C I-2. Oslo. ISBN 0-923891-09-9
- Report on a Linguistic Mission to North-Western India by Georg Morgenstierne ISBN 0-923891-14-5